# The Ultimate Experience
Albums de Jimi Hendrix
Stages
(1991)  Bleeding Heart
(1994)
The Ultimate Experience est une compilation de chansons de l'artiste américain Jimi Hendrix parue le 2 novembre 1992 par le producteur Alan Douglas via le label MCA. Elle rassemble sur un disque les vingt chansons les plus connues parues de son vivant entre 1966 et 1970 - principalement au sein de sa formation The Jimi Hendrix Experience.
La compilation est un des derniers albums supervisé par Alan Douglas, alors chargé de l'héritage discographique du guitariste, avant que la famille de Hendrix ne reprenne le contrôle. L'album est un succès commercial, se classant à la 25e place au Royaume-Uni (où il est certifié disque d'or) et 72e aux Etats-Unis où il s'est vendu à plus de 3 millions d'exemplaires (certifié triple disque de platine)et est également certifié double disque de platine au Canada. L'album est par la suite épuisé et remplacé en 1997 par la compilation Experience Hendrix: The Best of Jimi Hendrix.

## Liste des pistes
Les albums indiqués correspondent à ceux sortis sur le territoire nord-américain à l'époque.
1. All Along the Watchtower (Bob Dylan) – 4:07 (Electric Ladyland)
2. Purple Haze – 2:44 (Are You Experienced)
3. Hey Joe (Billy Roberts) – 3:26 (Are You Experienced)
4. The Wind Cries Mary – 3:18 (Are You Experienced)
5. Angel – 4:17 (The Cry of Love)
6. Voodoo Child (Slight Return) – 5:13 (Electric Ladyland)
7. Foxy Lady – 3:15 (Are You Experienced)
8. Burning of the Midnight Lamp – 3:35 (Electric Ladyland)
9. Highway Chile – 3:30 (War Heroes)
10. Crosstown Traffic – 2:14 (Electric Ladyland)
11. Castles Made of Sand – 2:45 (Axis: Bold as Love)
12. Long Hot Summer Night – 3:27 (Electric Ladyland)
13. Red House – 3:54 (Smash Hits)
14. Manic Depression – 3:37 (Are You Experienced)
15. Gypsy Eyes – 3:42 (Electric Ladyland)
16. Little Wing – 2:24 (Axis: Bold as Love)
17. Fire – 2:38 (Are You Experienced)
18. Wait Until Tomorrow – 3:00 (Axis: Bold as Love)
19. The Star-Spangled Banner (Live) (John Stafford Smith) – 4:05 (Woodstock: Music from the Original Soundtrack and More)
20. Wild Thing (Live) (Chip Taylor) – 6:54 (Jimi Plays Monterey)